# 拝啓、ご両親様
『拝啓、ご両親様』（原題：부모님 전상서）は2004年 - 2005年韓国のテレビドラマ。全68話。

## 概要
このテレビドラマは2004年10月16日から2005年6月5日にかけてKBSで放送され、第18回韓国放送作品賞ドラマ部門で受賞した。脚本は『私の男の女』『母さんに角が生えた!』『美しい人生』のキム・スヒョン、出演はソン・ジェホ、キム・ヘスク。

## 登場人物
アン・ジェヒョ〈61歳〉
演 - ソン・ジェホ
小学校の教頭。
キム・オクファ〈57歳〉
演 - キム・ヘスク
アン教頭の妻。
アン・ソンシル〈36歳〉
演 - キム・ヒエ
アン夫婦の長女。
パク・チャンス〈38歳〉
演 - ホ・ジュノ
ソンシルの夫。経営者。
アン・ジファン〈30歳〉
演 - チャン・ヒョンソン
アン夫婦の長男。ソンシルの弟。銀行員。
ソン・アリ〈29歳〉
演 - ソン・ソンミ
ジファンの大学の後輩で恋人。
アン・ジョンファン〈28歳〉
演 - イ・ドンウク
アン夫婦の次男。兵役を終えた後、アルバイトをしている。
ウ・ミヨン〈28歳〉
演 - イ・ミニョン
郵便局員。脚本家を目指している。ジョンファンの小学校の同級生。
アン・ソンミ〈24歳〉
演 - イ・ユリ
アン夫婦の末娘。ファッション会社の広報室員。
イ・ヒョンピョ〈27歳〉
演 - チョン・ジュン
ジョンファンの弟分。
ウ・テスル
演 - キム・ヨンガン
アン・グムジュ〈48歳〉
演 - キム・ボヨン
アン教頭の妹。美容室を営む。
パク・スア
演 - パク・カリョン
チャンスとソンシルの娘。
パク・チュニ（ジュニ）
演 - ユ・スンホ
チャンスとソンシルの息子。スアの弟。自閉症。
キュシク
演 - キム・ウヒョン
チャンスの母
演 - ナ・ムニ
パク・チャンホ（チャノ）
演 - イ・チャン
シン・シンチョル
演 - キム・ヨンチョル (コメディアン)
キム・フンソプ
演 - シウォン (SUPER JUNIOR)

## スタッフ
- 脚本：キム・スヒョン
- 演出：チョン・ウリョン